# MTV Europe Music Awards 2012
MTV EMA 2012 (také známý jako MTV Europe Music Awards) se konali 11. listopadu 2012 ve Frankfurtu v Německu a moderátorkou večera byla Heidi Klum. Bylo to celkem již po páté, co EMA hostí v Německu a podruhé, kdy hostující město je Frankfurt. Dne 17. září 2012, byly zveřejněny nominace. Rihanna získala šest nominací, a Taylor Swift pět nominací.
Letos byly zavedené nové kategorii pro soutěž v kategorii "Celosvětový počin" a vznikla zcela nová kategorie "Nejlepší vzhled." Největšími výherci se stali Taylor Swift a Justin Bieber, kteří získali tři ceny.

## Nominace

### Nejlepší píseň
- Carly Rae Jepsenová — "Call Me Maybe"
- Fun. (společně s Janellem Monáem) — "We Are Young"
- Gotye (společně s Kimbrou) — "Somebody That I Used to Know"
- Pitbull (společně s Chrisem Brownem) — "International Love"
- Rihanna (společně s Calvinem Harrisem) — "We Found Love"

### Nejlepší video
- Katy Perry — "Wide Awake"
- Lady Gaga — "Marry the Night"
- M.I.A. — "Bad Girls"
- Psy — "Gangnam Style"
- Rihanna (společně s Calvinem Harrisem) — "We Found Love"

### Nejlepší zpěvačka
- Katy Perry
- Nicki Minaj
- Pink
- Rihanna
- Taylor Swift

### Nejlepší zpěvák
- Flo Rida
- Jay-Z
- Justin Bieber
- Kanye West
- Pitbull

### Nejlepší nováček
- Carly Rae Jepsenová
- Fun.
- Lana Del Rey
- One Direction
- Rita Ora

### Nejlepší Pop
- Justin Bieber
- Katy Perry
- No Doubt
- Rihanna
- Taylor Swift

### Nejlepší Rock
- Coldplay
- Green Day
- Linkin Park
- Muse
- The Killers

### Nejlepší Alternativa
- Arctic Monkeys
- The Black Keys
- Florence and the Machine
- Jack White
- Lana Del Rey

### Nejlepší Electronika
- Avicii
- Calvin Harris
- David Guetta
- Skrillex
- Swedish House Mafia

### Nejlepší Hip-Hop
- Drake
- Jay-Z a Kanye West
- Nas
- Nicki Minaj
- Rick Ross

### Nejlepší LIVE
- Green Day
- Jay-Z a Kanye West
- Lady Gaga
- Muse
- Taylor Swift

### Nejlepší World Stage
- Arcade Fire
- Arctic Monkeys
- B.o.B
- Evanescence
- Flo Rida
- Jason Derulo
- Joe Jonas
- Justin Bieber
- Kasabian
- Kesha
- LMFAO
- Maroon 5
- Nelly Furtado
- Red Hot Chili Peppers
- Sean Paul
- Snoop Dogg
- Snow Patrol
- Taylor Swift

### Nejlepší Push umělec
- Carly Rae Jepsenová
- Conor Maynard
- Foster the People
- Fun.
- Gotye
- Lana Del Rey
- Mac Miller
- Michael Kiwanuka
- Of Monsters and Men
- Rebecca Ferguson
- Rita Ora

### Největší fanoušci
- Justin Bieber
- One Direction
- Lady Gaga
- Katy Perry
- Rihanna

### Nejlepší vzhled
- A$AP Rocky
- Jack White
- Nicki Minaj
- Rihanna
- Taylor Swift

### Celosvětový počin
- Ahmed Soultan
- Dima Bilan
- Han Geng
- Restart
- Rihanna

### Globální legenda
- Whitney Houston[7]

## Regionální nominace

### Nejlepší britský/irský počin
- Conor Maynard
- One Direction
- Jessie J
- Ed Sheeran
- Rita Ora

### Nejlepší jadranský počin
- Elemental
- MVP
- TBF
- Trash Candy
- Who See

### Nejlepší belgický počin
- Deus
- Milow
- Netsky
- Selah Sue
- Triggerfinger

### Nejlepší český/slovenský počin
- Ben Cristovao
- Sunshine
- Mandrage
- Celeste Buckingham
- Majk Spirit

### Nejlepší dánský počin
- Aura Dione
- L.O.C.
- Medina
- Nik & Jay
- Rasmus Seebach

### Nejlepší nizozemský počin
- Afrojack
- Chef Special
- Eva Simons
- Gers Pardoel
- Tiësto

### Nejlepší finský počin
- Cheek
- Chisu
- Elokuu
- PMMP
- Robin

### Nejlepší francouzský počin
- / Irma
- Orelsan
- Sexion D'Assaut
- Shaka Ponk
- / Tal

### Nejlepší německý počin
- Cro
- Kraftklub
- Seeed
- Tim Bendzko
- Udo Lidenberg

### Nejlepší řecký počin
- Claydee
- Goin' Through
- Melisses
- Nikki Ponte
- Vegas

### Nejlepší maďarský počin
- 30Y
- Funktasztikus
- Odett
- Soerii és Poolek
- Supernem

### Nejlepší italský počin
- Cesare Cremonini
- Club Dogo
- Emis Killa
- Giorgia
- Marracash

### Nejlepší izraelský umělec
- Dudu Tassa
- Moshe Peretz
- Ninet Tayeb
- Riff Cohen
- TYP

### Nejlepší norský počin
- Donkeyboy
- Erik & Kriss
- Madcon
- Karpe Diem
- Sirkus Eliasson

### Nejlepší polský počin
- Brodka
- Iza Lach
- Mrozu
- Pezet
- The Stubs

### Nejlepší portugalský počin
- Amor Electro
- Aurea
- Klepht
- Monica Ferraz
- Os Azeitonas

### Nejlepší rumunský počin
- CRBL
- Grassu XXL
- Guess Who
- Maximilian
- Vunk

### Nejlepší ruský počin
- Dima Bilan
- Kasta
- Nervy
- Serebro
- Zhanna Friske

### Nejlepší španělský počin
- Corizonas
- Ivan Ferreiro
- Love of Lesbian
- Supersubmarina
- The Zombie Kids

### Nejlepší švédský počin
- Alina Devecerski
- Avicii
- Laleh
- Loreen
- Panetoz

### Nejlepší švýcarský počin
- 77 Bombay Street
- DJ Antoine
- Mike Candys
- Remady
- Stress

### Nejlepší ukrajinský počin
- Alloise
- Champagne Morning
- Dio.Filmi
- Ivan Dorn
- The Hardkiss

### Nejlepší středo východní počin
- Ahmed Soultan
- K2RHYM (Karim AlGharbi)
- Karl Wolf
- Qusai
- Sandy

### Nejlepší africký počin
- Camp Mulla
- D'Banj
- Mi Casa
- Sarkodie
- Wizkid (Ayodeji Ibrahim Balogun)

### Nejlepší indický počin
- Alobo Naga & The Band
- Bandish Projekt
- Indus Creed
- Menwhopause
- /  Oliver Sean

### Nejlepší asijský počin
- Super Junior
- Han Geng
- Exile
- Jolin Tsai
- Yuna

### Nejlepší australský/novozélandský počin
- 360
- Gin Wigmore
- Gotye
- Kimbra
- The Temper Trap

### Nejlepší brazilský počin
- Agridoce
- ConeCrewDiretoria
- Emicida
- Restart
- Vanguart

### Nejlepší severo latinskoamerický počin
- Danna Paola
- Jesse & Joy
- Kinky
- Panda
- Ximena Sariñana

### Nejlepší střední latinskoamerický počin
- Ádammo
- Caramelos de Cianuro
- Don Tetto
- Juanes
- Naty Botero

### Nejlepší jiho latinskoamerický počin
- Axel
- Babasónicos
- Campo
- Miranda!
- Tan Biónica

## Nominace na celosvětový počin

### Nejlepší evropský počin
- 30Y
- Afrojack
- Alloise
- Aurea
- Dima Bilan
- DJ Antoine
- Emis Killa
- Erik & Kriss
- Loreen
- Majk Spirit
- Medina
- Milow
- Monika Brodka
- Ninet Tayeb
- / One Direction
- Robin
- Shaka Ponk
- Tim Bendzko
- Vegas
- Vunk
- Who See
- The Zombie Kids

### Nejlepší africký/indický/středo východní počin
- Ahmed Soultan
- Alobo Naga & The Band
- D'Banj

### Nejlepší asijský a pacifický počin
- Gotye
- Han Geng

### Nejlepší latinskoamerický počin
- Axel
- Don Tetto
- Panda
- Restart

### Nejlepší severoamerický počin
- Carly Rae Jepsenová
- Chris Brown
- Drake
- Green Day
- Justin Bieber
- Katy Perry
- Linkin Park
- Pink
- Rihanna
- Usher

## Vystupující
- Rita Ora — "R.I.P."[8]
- Fun — "We Are Young"[8]
- Carly Rae Jepsenová — "Call Me Maybe"[8]
- Alicia Keys — "Girl on Fire"[9]
- No Doubt — "Looking Hot"[10]
- The Killers — "Runaways"[9]
- Psy — "Gangnam Style"[9]
- Muse — "Madness"[10]
- Pitbull — "Don't Stop the Party"[9]
- Taylor Swift — "We Are Never Ever Getting Back Together"[10]
- Dan Miethke (Cirque du Soleil) — "Fire dancing"[9]

## Uvaděči
- Louise Roe, Tim Kash a Sway Calloway — moderátoři na červeném koberci
- Lana Del Rey — vyhlašující kategorie nejlepší zpěvačka
- Kim Kardashian — vyhlašující kategorie nejlepší píseň
- Obsazení Geordie Shore — vyhlašující kategorie nejlepší zpěvák
- Anne Vyalitsyna, Brett Davern a Isabeli Fontana — vyhlašující kategorie nejlepší LIVE
- David Hasselhoff — vyhlašující kategorie nejlepší video
- Alicia Keys — vyhlašující kategorie globální legenda
- Jonas Brothers — vyhlašující kategorie celosvětový počin
- Madeon — Hlavní DJ
- Ludacris — Co-Host